# Jorge Valdivia
Jorge Luis Valdivia Toro (né le 19 octobre 1983 à Maracay au Venezuela) est un footballeur international chilien, qui évolue au poste de milieu de terrain offensif.

## Accusation de viol
En octobre 2024, Jorge Valdivia est visé par une plainte pour viol.

## Palmarès
Colo Colo
- Championnat du Chili (1) :
  - Champion : 2006 (Ouverture).

 Palmeiras
- Championnat de São Paulo (1) :
  - Champion : 2008.

- Coupe du Brésil (1) :
  - Vainqueur : 2012.

- Championnat du Brésil D2 (1) :
  - Champion : 2013.

 Al Ayn
- Coupe des Émirats arabes unis (1) :
  - Vainqueur : 2008-09.

- Supercoupe des Émirats arabes unis (1) :
  - Vainqueur : 2009.

 Chili
- Copa América
  - Vainqueur (1) : 2015